# Ha llegado carta
Ha llegado carta es el quinto disco oficial de Congreso, editado en 1983, bajo etiqueta EMI Odeón.

## Historia
Congreso vuelve a los estudios de la EMI Odeón para registrar esta nueva placa titulada Ha llegado carta.
Este disco sale elegido dentro de los mejores de 1983, debido a la promoción que tuvo. 
El grupo inicia así una gira por el país para promocionar el disco, que tenía algunas canciones rotando en las radios, como "Canción Didáctica #1".
Mariela González participa en algunas canciones del grupo, como también la orquesta juvenil de la Facultad de Artes de la Universidad de Chile.

## Música y lírica
El disco sigue la línea de su predecesor aunque incorpora mayor variedad de géneros, sonoridades y temáticas.
Se puede apreciar a lo largo de la obra un acento en la música acústica junto con claras influencias del Jazz y la Música Docta; pero también el grupo se adentra en el rock progresivo y en el bolero, con los temas "Ha llegado carta" y "El último bolero", respectivamente. 
Mención especial merece el tema de cierre del disco, "Ingreso a la hiperbórea del sur", pieza compuesta por Aníbal Correa en donde muestra una técnica magistral y una gran sensibilidad en el piano. Esta pista fue grabada en vivo durante un concierto de 1982 en un ciclo de música organizado por la Radio Beethoven.
De las nueve pistas que conforman el disco, cuatro son instrumentales. De los restantes temas, los textos se relacionan con el amor, como "El último bolero", y también aparece una canción que Sergio “Tilo” González dedica a su hijo pequeño: "En el patio de Simón". Los temas “Primera procesión” y “Se desplomen los armarios (que florezca el sentimiento)” tienen líricas que expresan cierto cuestionamiento social aunque de forma más bien sugerida, dada la censura que existía en Chile en esos años.

## Lista de canciones
1. Canción didáctica #1. (Mariela & Sergio "Tilo" González)
2. En el patio de Simón. (Mariela & Sergio "Tilo" González)
3. El último bolero. (Sergio "Tilo" González)
4. Sur. (Sergio "Tilo" González)
5. Primera procesión. (Sergio "Tilo" González)
6. ...y entonces nació. (Sergio "Tilo" González)
7. Se desplomen los armarios. (Que florezca el sentimiento). (Victor Sanhueza, Sergio "Tilo" González)
8. Ha llegado carta. Sergio "Tilo" González)
9. Ingreso a la hiperbórea del sur. (Aníbal Correa)

## Integrantes
- Joe Vasconcellos: voz, cueros, percusión indígena, trutruka, tarkas, zampoña.
- Hugo Pirovic: flauta traversa, dulce, melódica, tarka, voz.
- Ricardo Vivanco: marimba, percusión.
- Aníbal Correa: piano acústico.
- Ernesto Holman: bajo fretless.
- Fernando González: guitarra eléctrica.
- Patricio González: violoncelo, charango, guitarra acústica, bajo acústico.
- Sergio "Tilo" González: composición, batería, percusión.

## Invitados
- Orquesta Juvenil de la Facultad de Artes de la Universidad de Chile: Mirella Alegría, Sergio Alvarado, Ricardo Colima, David Cofré, Marcos Fernández, Rafael Guinez, Darío Jaramillo, Sergio Leiva, Mónica López, Ivette Mesa, Berta Nasar, Silvia Palma, Carmen Palma, Eduardo Quiroz, William Rodríguez, Patricia Rodríguez.
- Mariela González: voz femenina.

- Datos: Q5890822